# Berberis nevadensis
Berberis nevadensis är en berberisväxtart som beskrevs av L. A. Camargo. Berberis nevadensis ingår i släktet berberisar, och familjen berberisväxter. Inga underarter finns listade i Catalogue of Life.